# とうや水の駅

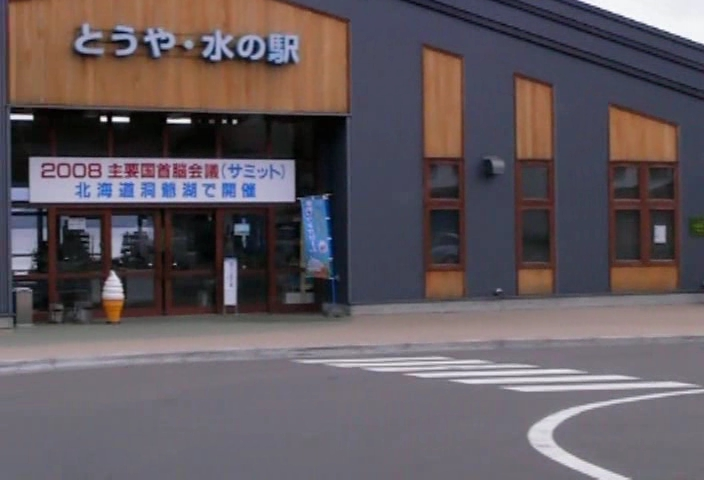
とうや水の駅

とうや水の駅（とうやみずのえき）は、北海道虻田郡洞爺湖町洞爺町100にある観光施設である。

## 概要
- 旧洞爺村の中心部近くに位置する。
- 洞爺湖の北岸に位置し、建物の裏側がすぐ洞爺湖となっている。
- 観光客向けの情報コーナーや、地元の特産品などを販売する売店などを設置している。
- 道の駅の指定は受けていないがスタンプは設置されている。

## 周辺施設
- 洞爺湖町洞爺総合支所
- 洞爺湖畔キャンプ場

## 交通
道路
最寄りの国道は国道230号である。
- 北海道道66号岩内洞爺線
- 北海道道132号洞爺公園洞爺線
- 北海道道285号豊浦洞爺線
- 北海道道578号洞爺虻田線

バス
道南バスが乗り入れている（バス停名は「とうや水の駅」、ただし時刻表等では「洞爺水の駅」の表記もあり）。旧洞爺村の中心街であることから、当停留所を始終点とする路線も存在する。
- 定山渓温泉・札幌駅前方面
- 洞爺湖温泉方面（特急、月浦経由、壮瞥駅前経由）
- 伊達営業所・伊達緑丘高校方面